# Gran Rumania

Mapa administrativo del Reino de Rumania en 1930

El término Gran Rumania (rumano: România Mare) generalmente se refiere a las fronteras que poseía el Reino de Rumania en el período de entreguerras, logradas después de la Gran Unión. También se refiere a una idea pannacionalista.
Como concepto, su principal objetivo es la creación de un estado-nación que incorpore a todos los hablantes de rumano. En 1920, después de la incorporación de Transilvania, Bucovina, Besarabia y partes de Banat, Crișana y Maramureș, el estado rumano alcanzó su mayor extensión geográfica en tiempos de paz (295,049 km²). Hoy en día, el concepto sirve como principio rector para la unificación de Rumania y Moldavia.
La idea es comparable a otras concepciones similares como la Gran Bulgaria, la Idea griega Megali, la Gran Hungría, la Gran Yugoslavia y la Gran Italia.

## Ideología
El tema de la identidad nacional siempre ha sido una preocupación fundamental para la cultura y la política rumanas. La ideología nacional rumana en las primeras décadas del siglo XX fue un ejemplo típico de nacionalismo etnocéntrico. El concepto de "Gran Rumanía" muestra similitudes con la idea de estado nacional. Las reivindicaciones territoriales rumanas se basaron en "modalidades raciales primordiales" , el objetivo esencial de ellas era unificar a los rumanos definidos biológicamente. La construcción de una nación basada en el modelo francés de un estado-nación unitario se convirtió en una prioridad de todos los tiempos, especialmente en los períodos de entreguerras y comunistas.

## Historia

### Antes de la Primera Guerra Mundial

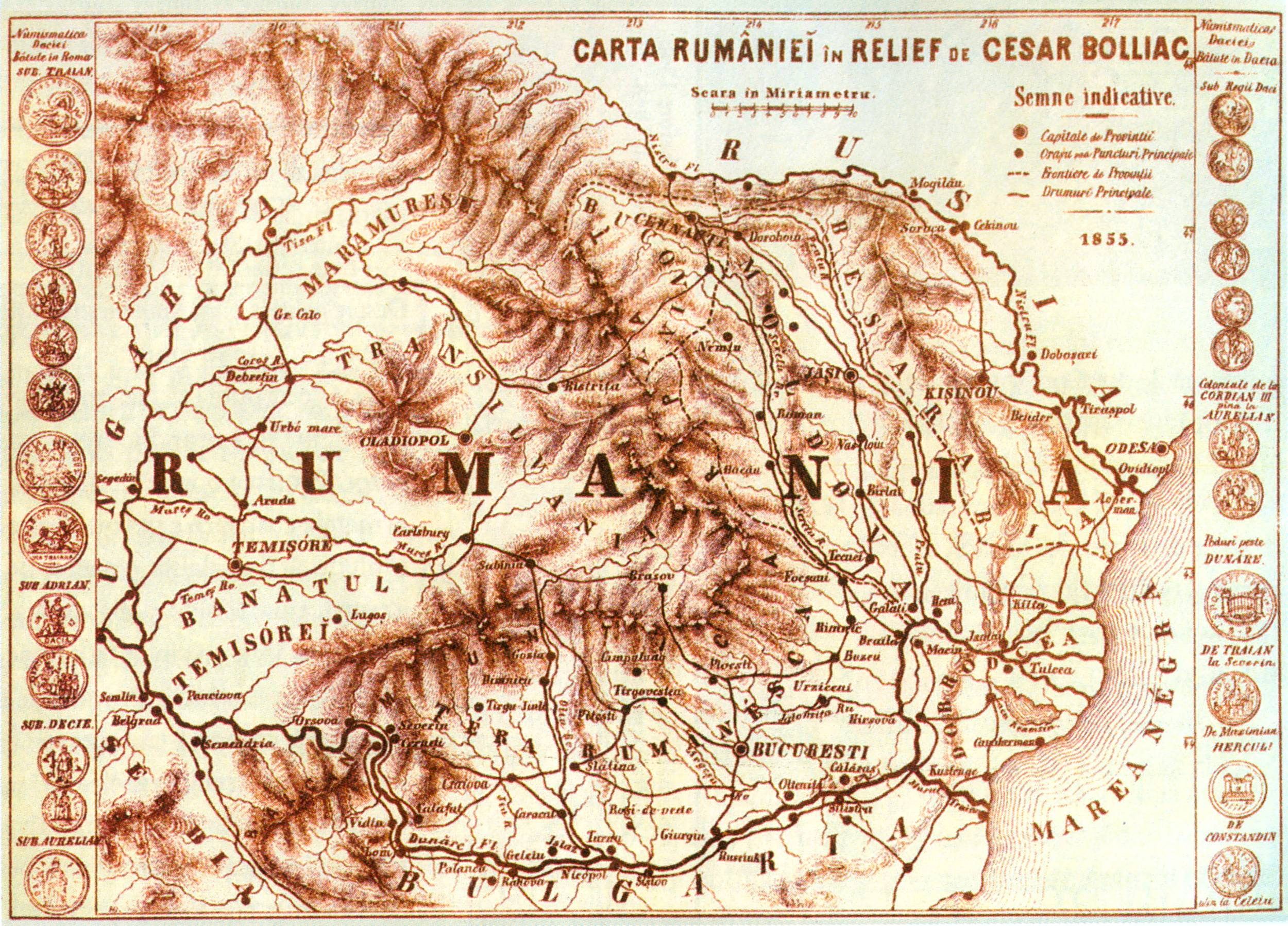
Mapa hipotético de Rumania por Cezar Bolliac (1855)

La unión de Miguel el Valiente, que gobernó los tres principados con población rumana (Valaquia , Transilvania y Moldavia) durante un breve período de tiempo, fue considerada en períodos posteriores como la precursora de una Rumanía moderna , una tesis que fue argumentó con notable intensidad por Nicolae Bălcescu. Esta teoría se convirtió en un punto de referencia para los nacionalistas, así como en un catalizador para que varias fuerzas rumanas lograran un solo estado rumano.
La revolución de Valaquia de 1848 ya llevó las semillas del sueño nacional de una Rumanía unificada y unida, aunque la "idea de unificación" se conocía por obras anteriores de Naum Ramniceanu (1802) e Ion Budai-Deleanu (1804). El concepto debe su vida a Dimitrie Brătianu, quien introdujo el término "Gran Rumania" en 1852. El primer paso para unificar a los rumanos fue establecer los Principados Unidos de Moldavia y Valaquia en 1859, que se convirtió en conocida como Rumania desde la Constitución de 1866 y convertida en Reino en 1881, después de obtener la independencia del Imperio Otomano. Sin embargo, antes del Compromiso Austro-Húngaro , la élite de los rumanos de Transilvania no apoyaba el concepto de "Gran Rumania", sino que solo deseaba la igualdad con las otras naciones de Transilvania. El concepto se convirtió en una realidad política cuando, en 1881, el Partido Nacional Rumano de Transilvania reunió a los rumanos en una plataforma política común para luchar juntos por la autonomía de Transilvania. Según Livezeanu, la creación de la Gran Rumania con "un concepto unificador de nacionalidad" comenzó a evolucionar a fines de la década de 1910. La Primera Guerra Mundial jugó un papel crucial en el desarrollo de la conciencia nacional rumana.

### Primera Guerra Mundial
El Tratado de Bucarest (1916) fue firmado entre Rumania y las potencias de la Entente el 4 de agosto de 1916 en Bucarest. El tratado estipuló las condiciones bajo las cuales Rumania acordó unirse a la guerra del lado de la Entente, particularmente las promesas territoriales en Austria-Hungría. Los signatarios se comprometieron a mantener en secreto el contenido del tratado hasta que se concluyera la paz general.
| Rumanos! La guerra que durante los dos últimos años ha estado cerrando nuestras fronteras cada vez más de cerca, ha sacudido profundamente los antiguos cimientos de Europa. Ha traído el día esperado durante siglos por la conciencia nacional, por los fundadores del Estado rumano, por los que unieron los principados en la guerra de la independencia, por los responsables del renacimiento nacional. Es el día de la unión de todas las ramas de nuestra nación. Hoy podemos completar la tarea de nuestros antepasados y establecer para siempre lo que Miguel el Grande solo pudo establecer por un momento, es decir, una unión rumana en ambas laderas de los Cárpatos. Para nosotros las montañas y llanuras de Bukowina, donde Esteban el Grande ha dormido durante siglos. En nuestra energía moral y nuestro valor residen los medios para devolverle su derecho de nacimiento de una Rumania grande y libre desde el Tisza hasta el Mar Negro, y prosperar en paz de acuerdo con nuestras costumbres y nuestras esperanzas y sueños. (...) Parte de la proclamación del rey Fernando, 28 de agosto de 1916. |

Lucian Boia resumió la extensión territorial del sueño nacionalista de la siguiente manera:

La frase "De la Nistru pana la Tisa" (Del Dniéster al Tisza) es bien conocida por los rumanos, define los límites de una Rumanía ideal, aunque debemos tener en cuenta que la población rumana se extiende en el este más allá del Dniéster, mientras que ambas orillas de Tisza son completamente húngaros en la mayor parte de la longitud del río. Al sur, el Danubio completa la geografía simbólica de Rumanía: un espacio cerrado entre 3 ríos, con una superficie de 300.000 kilómetros cuadrados, comparable a la de Italia o las Islas Británicas. Los ríos se perciben entonces como fronteras naturales, que separan a los rumanos de los demás.

### Periodo de entreguerras

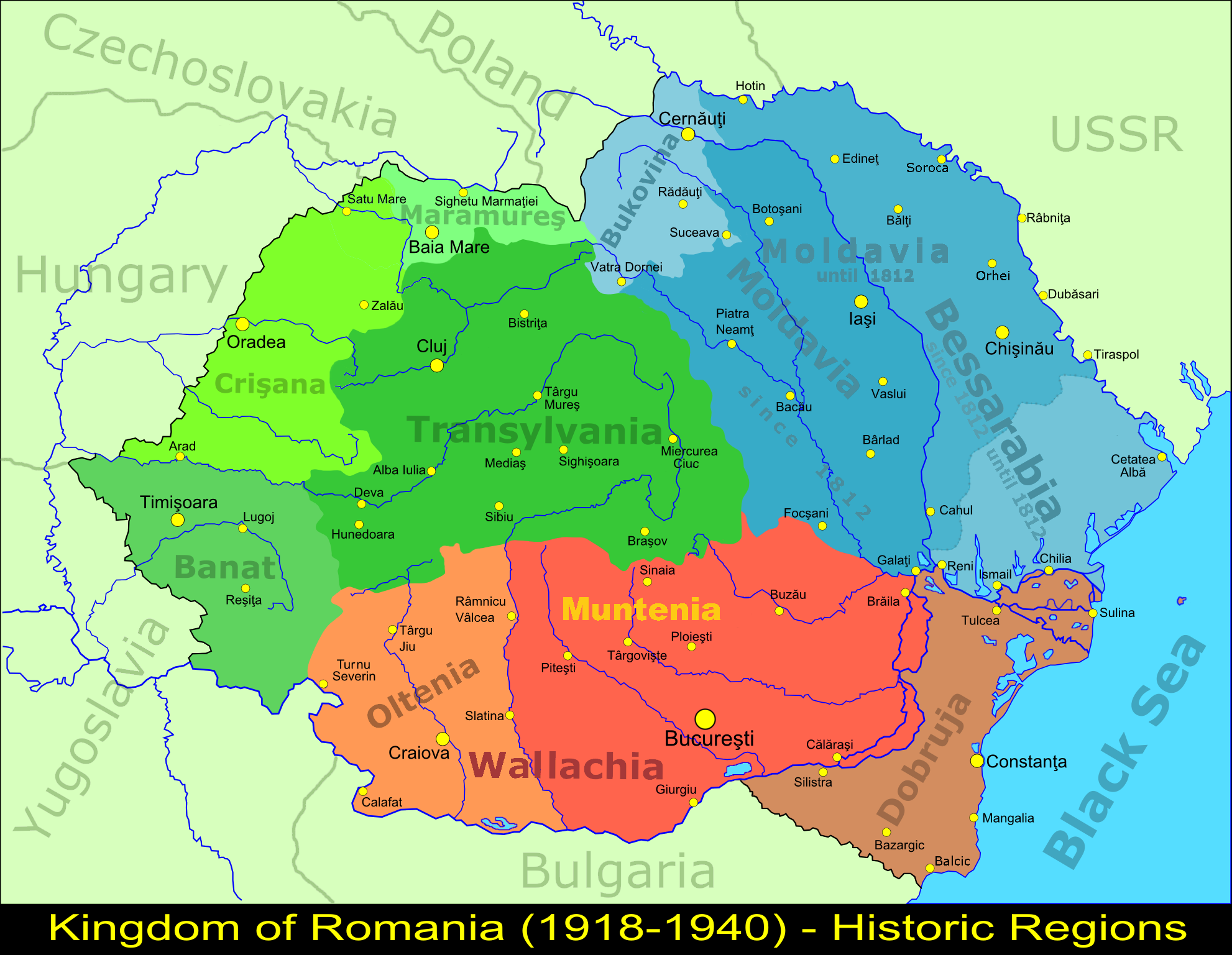
Regiones del Reino de Rumania (1918-1940)

El concepto de "Gran Rumanía" se materializó como una realidad geopolítica después de la Primera Guerra Mundial. Rumania ganó el control de Besarabia, Bucovina y Transilvania. Las fronteras establecidas por los tratados que concluyeron la guerra no cambiaron hasta 1940. El estado resultante, a menudo denominado "România Mare" o, alternativamente, en rumano: România Întregită, fue visto como el 'verdadero', todo el estado rumano, o, como dice Tom Gallagher, el "Santo Grial del nacionalismo rumano". Su constitución, proclamada en 1923, "ignoró en gran medida las nuevas realidades étnicas y culturales".
La ideología rumana cambió debido a las alteraciones demográficas, culturales y sociales, sin embargo, el deseo nacionalista de un estado rumano homogéneo entró en conflicto con la verdad multiétnica y multicultural de la Gran Rumania. La reescritura ideológica del papel de la "victimización espiritual" , convirtiéndola en "policía espiritual ", fue una tarea radical y desafiante para los intelectuales rumanos porque tenían que revisar por completo la identidad nacional y el destino de la nación rumana. De acuerdo con este punto de vista, Livezeanu afirma que la Gran Unión creó un "profundamente fragmentado" la Rumanía de entreguerras, donde la determinación de la identidad nacional tropezó con grandes dificultades, principalmente a causa de los efectos de los cien años de separación política. Debido a la incapacidad del gobierno para resolver los problemas de la integración de los rumanos de Transilvania y los efectos de la Gran Depresión, "la población perdió gradualmente su fe en la concepción democrática de la Gran Rumanía".
La Gran Depresión en Rumania , que comenzó en 1929, desestabilizó el país. Los primeros años de la década de 1930 estuvieron marcados por disturbios sociales, alto desempleo y huelgas. En varios casos, el gobierno rumano reprimió violentamente huelgas y disturbios, en particular la huelga de mineros de 1929 en Valea Jiului y la huelga en los talleres ferroviarios de Grivița. A mediados de la década de 1930, la economía rumana se recuperó y la industria creció significativamente, aunque alrededor del 80% de los rumanos todavía estaban empleados en la agricultura. La influencia económica y política francesa fue predominante a principios de la década de 1920, pero luego Alemania se volvió más dominante, especialmente en la década de 1930.

#### Bessarabia

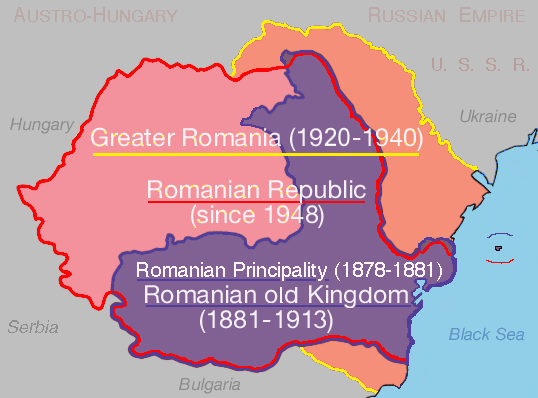
Extensión del reino rumano después de la Primera Guerra Mundial

Besarabia declaró su soberanía como República Democrática de Moldavia en 1917 por el recién formado "Consejo del País" ("Sfatul Țării"). El estado se enfrentó a la retirada desordenada a través de su territorio de tropas rusas de unidades disueltas. En enero de 1918, el "Sfatul Țării" pidió a las tropas rumanas que protegieran la provincia de los bolcheviques que estaban extendiendo la Revolución Rusa. Después de declarar la independencia de Rusia el 24 de enero de 1918, el "Sfatul Țării" votó a favor de la unión con Rumanía el 9 de abril de 1918. De los 138 diputados del consejo, 86 votaron a favor de la unión, 3 en contra, 36 se abstuvieron (en su mayoría diputados que representan a 52% de la población en ese momento) y 13 no estaban presentes. El Reino Unido, Francia, Reino de Italia y el Imperio del Japón reconoció la incorporación de Besarabia a través del Tratado de París. Los Estados Unidos y la Unión Soviética sin embargo, se negó a hacerlo, manteniendo este último un reclamo sobre el territorio durante todo el período de entreguerras. Además, Japón no ratificó el tratado, que por lo tanto nunca entró en vigor.

#### Bucovina
En Bucovina, después de ser ocupada por el ejército rumano, un Consejo Nacional votó a favor de la unión con Rumania. Mientras que los diputados rumanos, alemanes y polacos votaron unánimemente por la unión, los diputados ucranianos (que representan el 38% de la población según el censo austriaco de 1910) [34] y los diputados judíos no asistieron al consejo. La unificación fue ratificada en el Tratado de Saint-Germain-en-Laye.

#### Transilvania
El 1 de diciembre de 1918, la Asamblea Nacional rumana proclamó la unión de Transilvania y otros territorios con Rumanía en Alba Iulia, adoptada por los diputados de los rumanos de Transilvania y apoyada un mes después por el voto de los diputados de los sajones de Transilvania. Los húngaros de Transilvania, alrededor del 32% en ese momento (incluida la comunidad judía de habla húngara), y los alemanes de Banat no eligieron diputados tras la disolución de Austria-Hungría, ya que se los consideraba representados por el gobierno de Budapest de Hungría. Sin embargo, el 22 de diciembre de 1918 la Asamblea General húngara en Cluj (Kolozsvár) reafirmó la lealtad de los húngaros de Transilvania a Hungría. En el Tratado de Trianón de 1920, Hungría se vio obligada a renunciar a todos los reclamos sobre Transilvania y el tratado estableció las nuevas fronteras entre los dos países.

### Pérdidas de la Segunda Guerra Mundial

Estructura de la población en Rumanía (incluida la gobernación de Transnistria) según el censo de 1941.

En 1940, el estado rumano acordó ceder Besarabia a la Unión Soviética, según lo previsto por el Pacto Mólotov-Ribbentrop entre la Unión Soviética y Alemania. También perdió Bucovina del Norte y la región de Herța, que no se mencionaron en el pacto, ante la Unión Soviética. Perdió Transilvania del norte ante Hungría, a través del Segundo arbitraje de Viena, y Dobruja Meridional ante Bulgaria por el Tratado de Craiova. En el transcurso de la Segunda Guerra Mundial, Rumania, que se alió con las potencias del Eje, no solo volvió a anexar Besarabia y el norte de Bucovina, sino que también tomó bajo control administrativo las tierras al este de Dniéster (partes de la República Socialista Soviética de Moldavia recién formada y de las provincias de Odesa y Vínnitsa de la República Socialista Soviética de Ucrania), creando la Gobernación de Transnistria.
A pesar de la clara mayoría ucraniana en la composición étnica de la gobernación, demostrada por el censo realizado en diciembre de 1941, el gobierno rumano esperaba anexarlo eventualmente como una "compensación" por el norte de Transilvania perdido ante Hungría .
Estos territorios se perdieron de nuevo cuando cambió el rumbo de la guerra. Después de la guerra, Rumania recuperó los territorios de Transilvania perdidos ante Hungría, pero no el territorio perdido ante Bulgaria o la Unión Soviética. En 1948, un tratado entre la Unión Soviética y la Rumanía comunista ocupada por los soviéticos también preveía la transferencia de cuatro islas deshabitadas a la Unión Soviética, tres en el delta del Danubio y la isla de las Serpientes en el Mar Negro.

### Después de la Segunda Guerra Mundial
Después de la guerra, el concepto se interpretó como "obsoleto" debido a la derrota rumana. Sin embargo, incluso los políticos comunistas entre 1944 y 1947 apoyaron claramente el restablecimiento de la Gran Rumania. La reminiscencia de Gheorghe Apostol refuerza la visión del argumento nacionalista de los comunistas en las negociaciones con Stalin sobre el futuro del norte de Transilvania. En contraste con este punto de vista, Romsics cita a Valter Roman, uno de los jefes del Partido Comunista Rumano, cuando escribió en su memorando de abril de 1944: "las dos partes de Transilvania deberían reunirse como un estado independiente".
El comportamiento de los políticos comunistas rumanos fue descrito como nacionalista, y esta circunstancia provocó el concepto de nacional comunismo, que amalgamó elementos del estalinismo y el fascismo. Según Trond Gilberg, el régimen necesitaba una actitud fuertemente nacionalista debido a los desafíos sociales, económicos y políticos. Después de la retirada de las tropas soviéticas de Rumania en 1958, la ideología nacional renació, sin embargo, plantea dudas sobre su reconciliación con el comunismo internacionalista. Nicolae Ceaușescu imaginaba la idea de que la creación de la Gran Rumania era el fruto del fin del proceso de formación de la nación.

### Desarrollos recientes

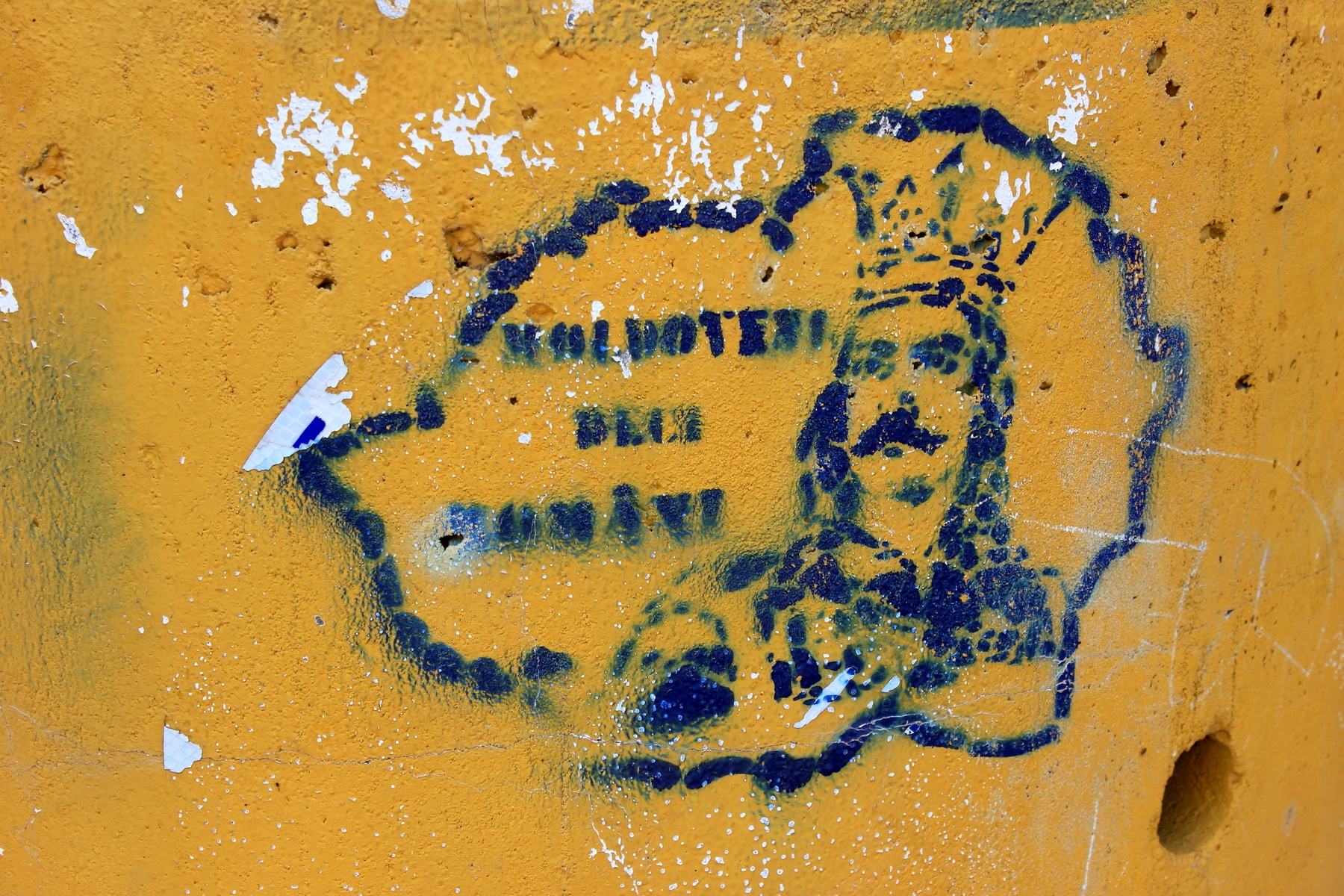
Grafiti con formas de la Gran Rumania cerca de Briceni, Moldavia

La caída de los regímenes socialistas en Europa del Este y la Unión Soviética y la recesión económica que la acompañó llevaron a un resurgimiento del nacionalismo en la región. Rumania y Moldavia, estado que comprende la mayor parte de Besarabia que se había independizado después de la disolución de la Unión Soviética, se enfrentaron a su vecino del este, Ucrania. Bucarest y Chișinău anunciaron reclamos territoriales sobre tierras ucranianas (en partes de las regiones de Chernivtsí y Odesa). Bulgaria supuso que el concepto de Gran Rumanía estaba detrás de la política exterior rumana hacia Moldavia, por lo que expresó su preocupación por posibles desarrollos en Dobruja.
En 1992, la cuestión de la unificación de Moldavia y Rumanía se negoció entre los gobiernos rumano y moldavo y querían lograrlo hasta finales de año. Sin embargo, los "unionistas" perdieron su dominio en Moldavia a mediados de año. Bucarest admitió la existencia de los dos estados rumanos (Rumania y Moldavia) y definió prioridades en referencia a este asunto: "la creación de un espacio cultural común; la creación de una zona económicamente integrada; y la integración política gradual". Con Mircea Snegur como presidente, el gobierno moldavo se volvió más pragmático y se dio cuenta de que la propaganda nacionalista de Bucarest no ayudaba a sus objetivos, especialmente en el problema de la "Besarabia anexionada por los soviéticos". Las organizaciones rumanas ignoraron el resultado del referéndum moldavo sobre la independencia porque el referéndum no preguntó a los rumanos en Rumania. Los políticos rumanos culparon a Rusia y al régimen de Moldavia de que la unificación se volvió irreal. Según Edward Ozhigánov (Jefe de la División de Investigación Etnopolítica del Centro Analítico del Consejo de la Federación de Rusia), el conflicto armado en Moldavia se debió al nacionalismo étnico rumano, en otras palabras,"el intento de crear un estado étnico unitario con el poder concentrado en manos de nacionalistas étnicos en lo que en realidad era una sociedad multiétnica".
El comportamiento de Bucarest hacia Ucrania no cambió hasta 1997 cuando los políticos rumanos se dieron cuenta de que la resolución de disputas fronterizas era una condición previa para ser miembro de la OTAN.
Los irredentistas rumanos actuales (como los miembros del Partido de la Gran Rumanía) pretenden tomar posesión de los territorios del norte de Bucovina y Besarabia. Estas regiones pertenecen actualmente a Ucrania y Moldavia. La presencia rusa y la tensa situación política en Moldavia también inflaman sus demandas. Sin embargo, los radicales también hacen demandas territoriales a Hungría. El Partido de la Gran Rumanía (Partidul România Mare - PRM) es un representante emblemático del concepto antes mencionado, aunque la concepción es impulsada también por otros grupos de derecha (por ejemplo, la organización de la Nueva Derecha (en rumano: Noua Dreaptăcon) inclinaciones paramilitares.